# Tweede Oost-Turkestaanse Republiek
De Tweede Oost-Turkestaanse Republiek (Russisch: Восточно-Туркестанская республика, Chinees: 東突厥斯坦共和國, Oeigoers: شەرقىي تۈركىستان جۇمۇھۇرىيىتى) was een gebied dat ten tijde van de Drie Districten-opstand bestond van 12 november 1944 tot 22 december 1949 in drie districten (Ili, Tacheng en Altay) van de huidige Chinese provincie Sinkiang. De invloed van de Sovjet-Unie was zeer aanzienlijk en op enkele momenten doorslaggevend. 